# Godofredo Mendes Viana
Godofredo Mendes Viana (São Luís, 14 de junho de 1878 — 12 de agosto de 1944) foi um político, escritor, professor, advogado, senador e juiz federal brasileiro.

## Vida
Filho de Torquato Mendes Viana e Joaquina de Pinho Lima Mendes Viana, fez seus estudos primários e secundários no Liceu Maranhenses. Em seguida, ingressou na Faculdade Livre de Direito da Bahia, onde se formou em 1903. Durante o período como universitário, participou das publicações A Regeneração e Nova Cruzada.
A partir de 1905, passou a atuar como profissional de justiça, tendo sido promotor e juiz municipal em Alcântara (MA), e juiz federal substituto em São Luís até 1918. 
Em 1921, começou sua carreira política como senador pelo estado do Maranhão, com o Partido Republicano Maranhense (PRM). Apenas um ano depois, foi eleito presidente do estado, sucedendo Urbano Santos da Costa Araújo, um dos líderes do PRM. Seu governo foi marcado por melhorias de infraestrutura, incluindo a implementação de serviços de água, esgoto e luz. Em 1926, José Maria Magalhães de Almeida o substituiu, e o maranhense voltou ao Senado, onde permaneceria até 1929. Nesse período, compôs a Comissão de Finanças, e em 1928 entregou um relatório sobre o Ministério das Relações Exteriores. 
Em 1933, durante os primeiros anos após o golpe de estado de 1930, articulado por Getúlio Vargas, Godofredo Mendes Viana foi eleito deputado pelo Maranhão e passou a integrar a Assembleia Nacional Constituinte pela União Republicana Maranhense. Menos de um ano após iniciar seu novo cargo no governo, foi designado membro da Comissão de Redação da Constituição, que também era composta por Raul Fernandes e Homero Pires. No dia seguinte à promulgação da Carta, no ano de 1934, Getúlio Vargas foi eleito presidente da república, e os constituintes tiveram seus mandatos estendidos até 1935. 
Em 1934, Godofredo Mendes Viana foi novamente eleito deputado federal pelo Maranhão, sob a legenda do mesmo partido, a União Republicana Maranhense. Neste novo momento na Câmara, presidiu a Comissão de Diplomacia e Tratados, e compôs as comissões de Legislação, de Justiça e de Finanças, além da Comissão Especial do Código Criminal e da Lei das Falências. 
Devido ao golpe do Estado Novo de 1937, seu mandato foi interrompido por conta da fragmentação dos órgãos legislativos do Brasil. Mesmo assim, ainda nesse ano recebeu o cargo de distribuidor da Justiça Federal no Rio de Janeiro, que na época era o Distrito Federal. 
Até 1944, ano em que viria a falecer, ainda exerceu outros cargos na magistratura do Maranhão e do Distrito Federal, foi procurador geral, provedor da Santa Casa de Misericórdia do Maranhão, professor de direito público constitucional pela Faculdade de Direito da Bahia, autor do Código do Processo Civil e Comercial do Maranhão, integrante da Academia de Letras Maranhense e colaborador de jornais e revistas. 
Em vida, foi casado com Joviliana Mendes Viana, e teve dois filhos: Evandro Mendes Viana e Antônio Mendes Viana.